# Tour de France 2020/11. Etappe
Die 11. Etappe der Tour de France 2020 fand am 9. September 2020 statt. Die 167,5 Kilometer lange Flachetappe startete in Châtelaillon-Plage, wo es auf der Etappe des Vortages bereits einen Zwischensprint gab, und endete in Poitiers. Die Fahrer absolvierten insgesamt 1004 Höhenmeter.
Caleb Ewan (Lotto Soudal) gewann im Zielsprint seine zweite Etappe vor Sam Bennett (Deceuninck-Quick-Step) und Wout van Aert (Jumbo-Visma). Peter Sagan (Bora-hansgrohe), der als Dritter die Ziellinie passierte, wurde wegen eines Schulterstoßes beim Zielsprint gegen van Aert auf den letzten Platz des Vorderfelds relegiert, ebenso wurden ihm die erreichten 13 Punkte des Zwischensprints als weitere Strafe abgezogen. Führungswechsel in den Wertungen ergaben sich nicht. Am Etappenstart attackierte Mathieu Ladagnous (Groupama-FDJ), der die einzige Bergwertung des Tages und den Zwischensprint gewann, bevor er 43 Kilometer vor dem Ziel gestellt wurde. Ladagnous wurde mit der Roten Rückennummer ausgezeichnet. Der Versuch, eine sechsköpfige Verfolgergruppe zu bilden, wurde von Bennetts Team vereitelt. Im Finale attackierte erst Sagans Teamkollege Lukas Pöstlberger alleine und dann zusammen mit Bennetts Teamkollegen Kasper Asgreen und Bob Jungels; das Vorderfeld war jedoch zwei Kilometer vor dem Ziel wieder geschlossen. Gregor Mühlberger musste das Rennen aufgrund eines Infektes aufgeben, Ion Izagirre stürzte gegen Ende der Etappe schwer und war nicht mehr in der Lage, das Ziel zu erreichen.

## Zeitbonifikationen
| Zeitbonus am Etappenziel in Poitiers nach 167 km auf 112 m Höhe | Zeitbonus am Etappenziel in Poitiers nach 167 km auf 112 m Höhe |
| Fahrer                                                          | Zeitbonus                                                       |
| --------------------------------------------------------------- | --------------------------------------------------------------- |
| 1. Caleb Ewan (LTS)                                             | 10 Sekunden                                                     |
| 2. Sam Bennett (DQT)                                            | 6 Sekunden                                                      |
| 3. Wout van Aert (TJV)                                          | 4 Sekunden                                                      |

## Punktewertung
| Zwischensprint in Les Grands Ajoncs nach 108 km auf 178 m |            |                          |         |
| 1.                                                        | Frankreich | Matthieu Ladagnous (GFC) | 20 Pkt. |
| 2.                                                        | Irland     | Sam Bennett (DQT)        | 17 Pkt. |
| 3.                                                        | Danemark   | Michael Mørkøv (DQT)     | 15 Pkt. |
| 4.                                                        | Slowakei   | Peter Sagan (BOH)        | 13 Pkt. |
| 5.                                                        | Italien    | Matteo Trentin (CCC)     | 11 Pkt. |
| 6.                                                        | Frankreich | Bryan Coquard (BVC)      | 10 Pkt. |
| 7.                                                        | Belgien    | Jens Debusschere (BVC)   | 9 Pkt.  |
| 8.                                                        | Frankreich | Geoffrey Soupe (TDE)     | 8 Pkt.  |
| 9.                                                        | Belgien    | Thomas De Gendt (LTS)    | 7 Pkt.  |
| 10.                                                       | Sudafrika  | Ryan Gibbons (NTT)       | 6 Pkt.  |
| 11.                                                       | Italien    | Daniel Oss (BOH)         | 5 Pkt.  |
| 12.                                                       | Frankreich | Rémi Cavagna (DQT)       | 4 Pkt.  |
| 13.                                                       | Frankreich | Anthony Turgis (TDE)     | 3 Pkt.  |
| 14.                                                       | Frankreich | Pierre Latour (ALM)      | 2 Pkt.  |
| 15.                                                       | Italien    | Damiano Caruso (TBM)     | 1 Pkt.  |

| Etappenziel in Poitiers nach 167 km auf 112 m |            |                            |         |
| 1.                                            | Australien | Caleb Ewan (LTS)           | 50 Pkt. |
| 2.                                            | Irland     | Sam Bennett (DQT)          | 30 Pkt. |
| 3.                                            | Belgien    | Wout van Aert (TJV)        | 20 Pkt. |
| 4.                                            | Frankreich | Bryan Coquard (BVC)        | 18 Pkt. |
| 5.                                            | Frankreich | Clément Venturini (ALM)    | 16 Pkt. |
| 6.                                            | Danemark   | Mads Pedersen (TFS)        | 14 Pkt. |
| 7.                                            | Slowenien  | Luka Mezgec (MTS)          | 12 Pkt. |
| 8.                                            | Frankreich | Hugo Hofstetter (ISN)      | 10 Pkt. |
| 9.                                            | Belgien    | Oliver Naesen (ALM)        | 8 Pkt.  |
| 10.                                           | Sudafrika  | Ryan Gibbons (NTT)         | 7 Pkt.  |
| 11.                                           | Italien    | Matteo Trentin (CCC)       | 6 Pkt.  |
| 12.                                           | Norwegen   | Alexander Kristoff (UAD)   | 5 Pkt.  |
| 13.                                           | Frankreich | Anthony Turgis (TDE)       | 4 Pkt.  |
| 14.                                           | Norwegen   | Edvald Boasson Hagen (NTT) | 3 Pkt.  |
| 15.                                           | Italien    | Niccolò Bonifazio (TDE)    | 2 Pkt.  |

## Ausgeschiedene Fahrer
- Davide Formolo (UAD): DNS
- Gregor Mühlberger (BOH): DNF
- Ion Izagirre (AST): DNF